# Xung đột kênh
Xung đột kênh xảy ra khi nhà sản xuất (nhãn hiệu) làm gián đoạn các đối tác kênh của họ, chẳng hạn như nhà phân phối, nhà bán lẻ, đại lý và đại diện bán hàng, bằng cách bán sản phẩm của họ trực tiếp cho người tiêu dùng thông qua các phương thức tiếp thị chung và/hoặc qua Internet.
Một số nhà sản xuất muốn nắm bắt thị trường trực tuyến cho thương hiệu của họ nhưng không muốn tạo ra xung đột với các kênh phân phối khác của họ. Census Bureau của Bộ Thương mại Mỹ báo cáo rằng bán hàng trực tuyến trong năm 2005 đã tăng 24,6 phần trăm so với năm 2004 sẽ  đô la Mỹ 86,3 tỷ  đô la Mỹ  Để so sánh, tổng doanh số bán lẻ năm 2005 tăng 7,2% so với năm 2004. Những con số này làm cho thị trường trực tuyến hấp dẫn các nhà sản xuất, nhưng đặt ra câu hỏi làm thế nào để tham gia mà không làm tổn hại đến các mối quan hệ kênh hiện có.
Theo Forrester Research và Gartner từ năm 2007, mặc dù sự phát triển nhanh chóng của thương mại trực tuyến, ước tính 90% các nhà sản xuất không bán sản phẩm của họ trực tuyến. Trong số này, 66% xác định xung đột kênh là vấn đề lớn nhất của họ . Tuy nhiên, kết quả từ một cuộc khảo sát cho thấy các doanh nghiệp gạch vữa có cơ hội duy trì mô hình kinh doanh cao hơn 80% trong thời gian ba năm so với các doanh nghiệp chỉ hoạt động ở một trong hai kênh.
Thương mại điện tử là kênh phân phối thứ hai phổ biến nhất vì chi phí đầu tư và chi phí truyền thông thấp. Ưu điểm này cũng là một bất lợi, vì người tiêu dùng cũng có thể giao tiếp ít chi phí hơn và dễ dàng hơn với nhau trên thị trường trực tuyến. Do đó, giá cả và sự khác biệt sản phẩm là thách thức hơn trong thị trường trực tuyến.
Xung đột kênh cũng có thể xảy ra khi đã có quá sản xuất. Điều này dẫn đến sự dư thừa của sản phẩm. Các phiên bản mới hơn của sản phẩm, thay đổi xu hướng, mất khả năng thanh toán của nhà bán buôn và bán lẻ và việc phân phối hàng hóa bị hư hỏng cũng ảnh hưởng đến xung đột kênh. Trong kết nối này, chiến lược giải phóng mặt bằng cổ phiếu của một công ty là rất quan trọng.
Để tránh xung đột kênh trong doanh nghiệp gạch vữa, cần phải đảm bảo rằng cả hai kênh truyền thống và trực tuyến đều được tích hợp đầy đủ. Điều này làm giảm sự nhầm lẫn có thể với khách hàng trong khi cung cấp các lợi ích kinh doanh của một kênh kép.
Các nhà sản xuất ngày nay bán sản phẩm của họ thông qua một loạt các kênh. Vì hầu hết các nhà sản xuất bán đồng thời qua một số kênh, các kênh đôi khi thấy mình cạnh tranh để tiếp cận cùng một nhóm khách hàng. Khi điều này xảy ra, xung đột kênh hầu như được đảm bảo. Đổi lại, cuộc xung đột như vậy luôn luôn tìm đường quay trở lại nhà sản xuất.
Điều này cũng có thể được gọi là tình huống khi nhà sản xuất hoặc nhà cung cấp bỏ qua kênh phân phối thông thường và bán trực tiếp cho người dùng cuối. Bán qua Internet trong khi duy trì mạng phân phối vật lý là một ví dụ về xung đột kênh.
Xung đột kênh xuất hiện dưới nhiều hình thức. Một số là nhẹ, chỉ đơn thuần là ma sát cần thiết của một môi trường kinh doanh cạnh tranh. Một số thực sự tích cực cho nhà sản xuất, buộc những người chơi lỗi thời hoặc không kinh tế phải thích nghi hoặc từ chối. Tuy nhiên, những xung đột khác có thể làm suy yếu mô hình kinh doanh của nhà sản xuất. Xung đột rủi ro cao như vậy thường xảy ra khi một kênh nhắm vào các phân khúc khách hàng đã được phục vụ bởi một kênh hiện có. Điều này dẫn đến sự suy giảm kinh tế kênh đến mức kênh bị đe dọa trả thù nhà sản xuất hoặc đơn giản là ngừng bán sản phẩm của họ. Kết quả là sự phân tán, trong đó nhà sản xuất phải chịu đựng.
Hai nguyên nhân phân tán chính là tài chính và internet.

## Tài chính
Loại bỏ các trung gian tài chính (ngân hàng, môi giới) giữa các nhà cung cấp quỹ (người tiết kiệm / nhà đầu tư) và người sử dụng vốn (người vay / người đầu tư). Phân phối xảy ra khi tỷ lệ lạm phát cao nhưng lãi suất ngân hàng bị đình trệ và người gửi tiền ngân hàng có thể nhận được lợi nhuận tốt hơn bằng cách đầu tư vào các quỹ tương hỗ hoặc chứng khoán.

## Internet
Loại bỏ (bằng các nguồn trực tuyến) của người trung gian truyền thống, người trung gian giữa người bán và người mua (như đại lý, người môi giới hoặc người bán lại), hoặc giữa nguồn và người nhận thông tin (như đại lý, quan chức hoặc cổng thủ môn).

## Loại xung đột kênh
Có hai loại xung đột kênh.

### Xung đột kênh dọc
Xung đột dọc xảy ra khi hành động của nhà sản xuất phá vỡ chuỗi cung ứng. Ví dụ: nhà sản xuất thường phân phối sản phẩm của mình thông qua bán lẻ sẽ gây ra xung đột kênh dọc nếu họ bắt đầu gửi thư trực tiếp và quảng cáo trực tiếp đến người tiêu dùng.

### Xung đột kênh ngang
Xung đột ngang xảy ra giữa các công ty ở cùng cấp độ của kênh. Ví dụ: hai nhượng quyền mở hai nhà hàng bên kia đường sẽ xảy ra xung đột theo chiều ngang hoặc khi một công ty trong kênh phân phối cung cấp giá thấp hơn các thành viên của kênh phân phối và do đó thu hút nhiều khách hàng hơn.

### Vậy các nhà sản xuất phải làm gì?
Lý thuyết phụ thuộc tài nguyên  nhấn mạnh sự cần thiết của các tổ chức để xây dựng chiến lược nhằm nâng cao vị thế quyền lực của họ và giảm sự phụ thuộc môi trường để đạt được khả năng cạnh tranh bền vững. Những phát hiện của nghiên cứu về sự phụ thuộc quyền lực và ảnh hưởng của người bán lại đối với việc tiếp tục sử dụng trực tiếp các kênh bán hàng (ODSC) minh họa rằng, để giảm tác động tiêu cực của mất cân bằng phụ thuộc quyền lực, các doanh nghiệp vừa và nhỏ nên cố gắng định hình lại và củng cố vị thế phụ thuộc quyền lực của họ so với các đại lý. Ví dụ, các doanh nghiệp vừa và nhỏ có thể củng cố vị trí phụ thuộc quyền lực của mình bằng cách cung cấp hỗ trợ dịch vụ khác biệt để phục vụ tốt hơn cho nhu cầu của người bán lại và bằng cách củng cố các giá trị độc đáo của họ để tạo ra sự phụ thuộc lẫn nhau giữa doanh nghiệp vừa và nhỏ. Các doanh nghiệp nhỏ cũng có thể cố gắng cải thiện vị trí phụ thuộc quyền lực của mình thông qua việc cải thiện quyền lực giữa các nhà cung cấp khác của các đại lý. Nghiên cứu về mất cân bằng điện và sử dụng năng lượng cho thấy mức độ chịu đựng của nhà cung cấp đối với nhà cung cấp được quyết định rất lớn bởi vị trí quyền lực tương đối của nhà cung cấp so với các nhà cung cấp thay thế của nhà bán lẻ  để cung cấp một hành trình tích hợp cho khách hàng quyết định, bởi vì ở giai đoạn đánh giá Hành trình quyết định của người tiêu dùng, người tiêu dùng đã không bắt đầu với các công cụ tìm kiếm; thay vào đó, họ đã trực tiếp đến Amazon.com và các trang web bán lẻ khác, với hàng loạt thông tin so sánh sản phẩm, xếp hạng của người tiêu dùng và chuyên gia và hình ảnh, đang trở thành những người có ảnh hưởng quan trọng nhất.